# Menophra humeraria
Menophra humeraria là một loài bướm đêm trong họ Geometridae.